# Walid Cherfa
Walid Cherfa (Toulouse, 19 februari 1986) is een in Frankrijk opgegroeide Algerijnse voetballer die bij voorkeur als linksback speelt. Hij tekende in 2014 bij Toulouse Rodéo FC.

## Spelerscarrière
| Seizoen   | Club                   | Land        | Competitie                    | Wed. | Goals |
| --------- | ---------------------- | ----------- | ----------------------------- | ---- | ----- |
| 2006-2008 | Toulouse FC            | Frankrijk   | Ligue 1                       | 4    | 0     |
| 2007-2008 | → Tours FC             | Frankrijk   | Ligue 2                       | 27   | 1     |
| 2008-2010 | Gimnàstic de Tarragona | Spanje      | Segunda División B            | 30   | 1     |
| 2010      | Girona FC              | Spanje      | Segunda División B            | 0    | 0     |
| 2011      | Albacete Balompié      | Spanje      | Segunda División B            | 9    | 0     |
| 2011-2012 | MC Alger               | Algerije    | Algerian Championnat National | 4    | 0     |
| 2012-2013 | Kalloni FC             | Griekenland | Super League                  | 23   | 0     |
| 2014-2015 | Toulouse Rodéo FC      | Frankrijk   | CFA 2                         | 19   | 3     |
|           |                        |             | Totaal                        | 116  | 5     |